# Powellana
Powellana is een geslacht van vlinders van de familie Lycaenidae.

## Soorten
- P. cottoni Bethune-Baker, 1909
- P. virginea Birket-Smith, 1960